# Zeche Königskrone
Die Zeche Königskrone in Heven ist ein ehemaliges Steinkohlenbergwerk im Ruhrgebiet. Das Bergwerk war auch unter dem Namen Zeche Königscrone bekannt. Das Bergwerk befand sich im Bereich der heutigen Herbeder Straße / Ecke Kleff.

## Bergwerksgeschichte
Das Bergwerk war bereits im 18. Jahrhundert im Bereich unterhalb der Einmündung Fahrendelle in Betrieb. Im Jahr 1755 erfolgte die Vermessung. Am 31. Dezember des Jahres 1803 wurde ein Längenfeld verliehen. Im Jahr 1834 wurde das Grubenfeld der Zeche Königskrone durch den Helena Erbstollen gelöst. Im August des Jahres 1835 wurde die Zeche in Betrieb genommen. Die Förderung erfolgte durch den Helena Erbstollen. Im Februar des Jahres 1838 wurde das Bergwerk, nachdem bis zu einer Störung abgebaut worden war, stillgelegt. In der Zeit vom 26. März bis zum 24. April desselben Jahres erfolgte unterhalb der Stollensohle die Konsolidation zur Zeche Vereinigte Königscrone. Im Dezember des Jahres 1923 wurde die Zeche Königskrone wieder in Betrieb genommen. Es wurde ein tonnlägiger Schacht mit einer Teufe von zehn Metern geteuft. Am 1. Februar des Jahres 1924 wurde die Zeche Königskrone stillgelegt und im Jahr 1951 unter dem Namen Zeche Vereinigte Königskrone wieder in Betrieb genommen.

### Förderung und Belegschaft
Die ersten bekannten Förderzahlen stammen aus dem Jahr 1835, damals wurden 4200 preußische Tonnen Steinkohle abgebaut. Im Jahr 1837 wurden 12.281¾ preußische Tonnen Steinkohle abgebaut. Die letzten bekannten Förder- und Belegschaftszahlen des Bergwerks stammen aus dem Jahr 1923, in diesem Jahr wurden mit vier Bergleuten 83 Tonnen Steinkohle gefördert.

## Vereinigte Königscrone
Die Zeche Vereinigte Königscrone, auch bekannt als Zeche Vereinigte Königskrone, ist im Jahr 1838 durch eine Konsolidation der Zeche Königskrone mit Teilen der Zechen Helena und Hammerbank entstanden. Diese Konsolidation hatte den Zweck, den Abbau unter der Stollensohle durchzuführen. In diesem Jahr wurden 179¾ preußische Tonnen Steinkohle gefördert. Im Jahr 1839 wurde in Helena unterhalb der Stollensohle abgebaut. Im selben Jahr wurde begonnen, einen tonnlägigen Schacht abzuteufen, dieser Schacht war geplant für den Übergang zum Tiefbau. Im Jahr 1840 wurde mit der Schachtförderung im neuen Schacht begonnen, es wurden 3098 preußische Tonnen Steinkohle gefördert. Am 21. August desselben Jahres wurde die Zeche Vereinigte Königscrone stillgelegt. Bis zum Juni des Jahres 1841 wurden die untertägigen Materialien ausgeraubt und versteigert. Ab dem Jahr 1923 wurde das Bergwerk erneut unter dem Namen Zeche Königskrone in Betrieb genommen.

## Vereinigte Königskrone
Die Zeche Vereinigte Königskrone war eine Kleinzeche in Heeven. Besitzer des Stollens war zunächst die Gewerkschaft Königskrone, später wechselte der Besitz an die W. Schermer & Co oHG. Die Zeche befand sich auf dem Grubenfeld der ehemaligen Zeche Königskrone. Am 15. Mai des Jahres 1951 wurde das Bergwerk in Betrieb genommen. Im selben Jahr wurde ein tonnlägiger Schacht abgeteuft. Bereits im darauffolgenden Jahr wurde mit 22 Bergleuten die maximale Förderung von 5471 Tonnen Steinkohle erbracht. Am 27. September des Jahres 1953 kam es zu einem Wassereinbruch aus alten Grubenbauen des Jahres 1840, bei dem drei Bergleute ums Leben kamen. Im Jahr 1954 wurden mit 13 Bergleuten 3430 Tonnen Steinkohle gefördert. Im Jahr 1955 wurde die Förderung eingestellt und am 6. September desselben Jahres wurde der Abschlussbetriebsplan erstellt.